# 72021 이순지
72021 이순지(72021 Yisunji, 2000 XJ15)는 한국 천문학자인 전영범과 이병철이 2000년 12월 4일, 보현산 천문대에서 발견한 소행성이다.
《칠정산》을 쓴 조선 초의 천문학자인 이순지의 이름을 땄다.